# Magyar Földtani és Geofizikai Intézet
A Magyar Földtani és Geofizikai Intézet (rövidítve MFGI) 2012. április 1-jén alakult a Magyar Állami Földtani Intézet és az Eötvös Loránd Geofizikai Intézet összevonásával. Az intézmény a Nemzeti Fejlesztési Minisztérium irányítása alatt működik, középirányító szerve a Magyar Bányászati és Földtani Hivatal. Székháza Zuglóban, a Stefánia út 14. szám alatt található Lechner Ödön által tervezett szecessziós palota, amelyet 1899. október 1-jén adtak át, és érdekessége, hogy kifejezetten a magyar földtan számára épült.
A Magyar Földtani és Geofizikai Intézet a Magyar Bányászati és Földtani Hivatalba olvadva 2017. július 1-jétől Magyar Bányászati és Földtani Szolgálat néven, központi hivatal jogállásban működik tovább.

## Székháza
Az épület eredetileg a Magyar Állami Földtani Intézet számára épült. I. Ferenc József magyar király 1869. június 18-án hagyta jóvá a megalapítását. Az Intézet ötször költözködött, a Magyar Nemzeti Múzeumban, bérelt lakásban, a minisztérium helyiségeiben kapott helyet. Ahogy a gyűjtemény, a könyvek, a térképek gyarapodtak, felmerült az igény egy állandó székházra. Megépítésének realitását egyrészt az adta, hogy az első igazgatót, a vérbeli tudós Hantken Miksát a mai szóval élve menedzser-tudós, Böckh János váltotta fel az igazgatói székben, másrészt a mecénás Semsey Andor nagylelkű adománya, mely a költségek nagy részét fedezte, valamint a főváros által ingyenesen rendelkezésre bocsátott Stefánia úti telek.
Az épület megvalósítására jeligés pályázatot írtak ki 1896-ban. Tizennégy pályamunka érkezett be, amelyeket a Magyar Mérnök- és Építész-Egylet által felállított bizottság bírált el, amelyben – többek között – Pecz Samu és Alpár Ignác is helyet kapott. Az első díjat a „Versenyezve haladunk” jeligéjű pályamű kapta, amely Lechner Ödön műve volt. Az építés 1898. február 9-én kezdődött meg, amit azért is érdemes megjegyezni, mert Hausmann Sándor a szecessziós stílusú épületet „lakható állapotban” már 1899. október 1-jén át is adta. Ez az építési időtartam pedig az akkori építési technológiák mellett és az Intézet méreteit tekintetbe véve igencsak rövid volt.

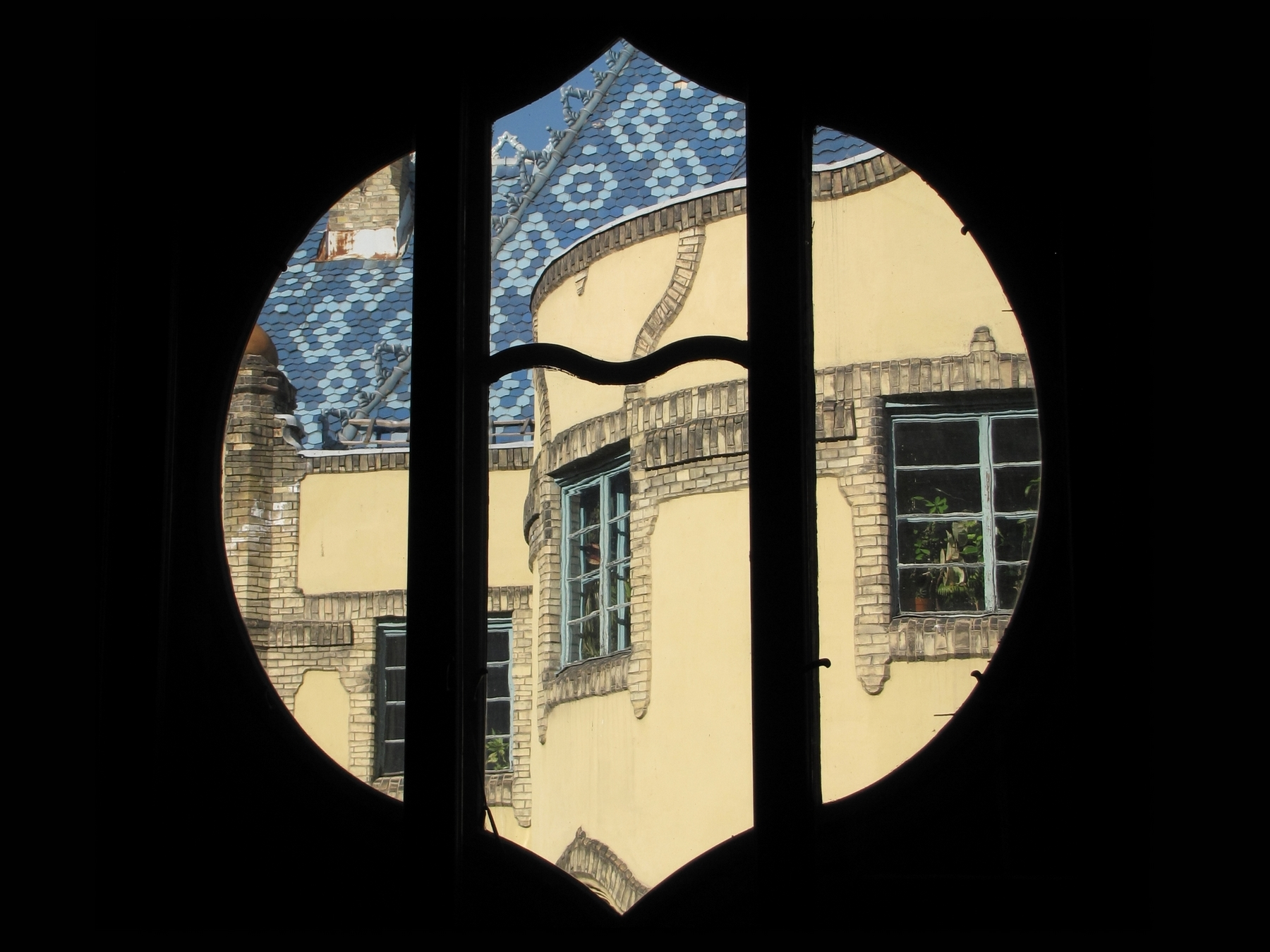
A Lechner Ödön által tervezett székház belső udvarra néző ablaka a második emeleten

Az elkészült épület Lechner egyik legérettebb munkája, és egyben a nemzeti építészeti stílus megtestesítője. A középrizalitot uraló hatalmas, ősmagyar figurák vállán nyugvó földgömb, a Zsolnay-mázas tetőcserép, a szintén kerámiából készült, részben népi, részben földtani motívumokat hordozó homlokzatdíszek, a belső terek kialakítása, az ablakok és ajtók faragását díszítő „sujtásos” ornamentika ma is látogatók és lelkesen fényképező turisták ezreit vonzza évente.
A második világháború alatt az Intézet épülete nem szenvedett kárt, de a tetőre épített beton géppuskafészek ma is ezekre a viharos időkre emlékeztet. Az 1960-as években került sor a palota műemléki felújítására, amely 1968-ra fejeződött be. A főhomlokzati magyar címer visszaállítására azonban csak a rendszerváltás után nyílt lehetőség. 2001-ben megújult a főbejárati lépcsősor és a kapu, majd 2003-ban a Zsolnay-tetőgerincelemek teljes cseréje után az épület szinte teljesen visszanyerte eredeti külsejét.

## Tevékenysége
Az intézet alaptevékenysége a földtani és geofizikai kutatás, a Föld szilárd kérgének illetve köpenyének minél részletesebb megismerése. Tevékenységéhez tartozik az ásványi erőforrásokkal, vizekkel történő fenntartható gazdálkodás elősegítése, éppúgy, mint az energiaforrások földtani vonatkozásainak kutatása és a Föld belsejében zajló folyamatok vizsgálata.
Napjainkban legfontosabb feladatai közé tartozik a geotermikus energiakészleteinkhez kapcsolódó kutatás, Magyarország szénhidrogén- és szénpotenciáljának felmérése valamint a hazai radioaktív hulladék végleges elhelyezésére irányuló kutatás is.